# Megumi Kamionobe
Megumi Kamionobe (上尾野辺 めぐみ, Kamionobe Megumi, nascida em 15 de março de 1986) é uma futebolista japonesa que atua como meia. Atualmente joga pelo Albirex Niigata Ladies.